# Соната для клавира № 8 (Моцарт)
Соната для клавира № 8 ля минор, K. 310/300d — соната, написанная Вольфгангом Амадеем Моцартом в 1778 году. Соната состоит из трех частей:
1. Allegro maestoso
2. Andante cantabile con espressione
3. Presto

Обычное исполнение занимает около 22 минут.
Эта соната первая из двух сонат В. А. Моцарта, написанных на минорный лад (вторая соната — соната для клавира № 14). Соната для фортепиано № 8 была написана Моцартом в один из самых трагических времен его жизни — его мать только что умерла.